# Hoover, Alabama
Hoover är en stad i den amerikanska delstaten Alabama med en yta av 113,1 km² och en befolkning, som uppgår till cirka 63 000 invånare (2000). Av befolkningen är cirka 7 procent afroamerikanska.
Staden är belägen i den centrala delen av delstaten ungefär 15 kilometer söder om Alabamas största stad Birmingham och omkring 120 kilometer norr om huvudstaden Montgomery.